# Peter Posch
Peter Posch (* 3. Januar 1938 in Lienz) ist ein österreichischer Pädagoge.

## Leben
Nach dem Lehramtsstudium der Englischen Philologie und Geographie und dem Studium der Erziehungswissenschaft und Psychologie in Innsbruck wurde er 1967 zum Dr. phil. promoviert. Er lehrte in Innsbruck, Konstanz, Wien und Stanford. 1975 habilitierte er sich an der Wirtschaftsuniversität Wien. Von 1975 bis zum Eintritt in den Ruhestand im Jahr 2000 war er Professor am Institut für Erziehungswissenschaft und Bildungsforschung der Universität Klagenfurt und am Universitären Institut für Interdisziplinäre Forschung und Fortbildung (IFF) in Klagenfurt. Seit 2000 ist er außerordentliches Mitglied des IFF bzw. (seit 2005) des Instituts für Unterrichts und Schulentwicklung.
Seine Forschungsschwerpunkte sind Schulentwicklung, Aktionsforschung, Umwelterziehung, Lehrerfortbildung, Qualitätssicherung (Methoden, internationale Tendenzen).
Er wurde 2007 mit dem Ehrenring der Universität Klagenfurt und 2013 mit dem Österreichischen Ehrenkreuz für Wissenschaft und Kunst I. Klasse ausgezeichnet.